# Playdead
Playdead è un'azienda produttrice di videogiochi indipendente danese con sede a Copenaghen, fondata nel 2006 dai game designer Arnt Jensen e Dino Christian Patti.

## Storia
Arnt Jensen, ex sviluppatore per IO Interactive, nel 2004 ha disegnato delle bozze che lo hanno portato a ideare Limbo. Nel 2006, dopo aver provato a programmare egli stesso, ha cercato aiuto con un teaser del comparto artistico del gioco. Seguì un incontro tra Jensen e Dino Patti. Patti si rese conto presto che il progetto era troppo grande per solo loro due, quindi fondarono insieme l'azienda, inizialmente usando i loro fondi privati e sussidi statali, prima di ottenere investimenti più grandi. Playdead durante lo sviluppo di Limbo aveva otto dipendenti, con un temporaneo incremento a 16 grazie a freelancer. Il successo di Limbo li ha portati a riacquisire l'azienda dagli investitori, e tornare completamente indipendenti.
Nello stesso anno in cui è stato pubblicato Limbo, Playdead ha cominciato a lavorare a Project 2, che successivamente sarebbe diventato Inside. Il videogioco è stato parzialmente finanziato dal Danish Film Institute. Considerato un successore spirituale di Limbo, Inside condivide con il suo predecessore molti dei temi, tra cui il fatto che sono entrambi giochi platform in 2,5D con una palette di colori principalmente monocromatica. Dopo aver usato un motore di gioco personalizzato per Limbo, Playdead ha scelto Unity per semplificare lo sviluppo e un filtro anti-aliasing temporale personalizzato, rilasciato sotto licenza open source a marzo 2016. Il gioco è stato annunciato ufficialmente all'E3 2014 con il rilascio inizialmente in programma per il 2015, poi posticipato a metà 2016 per ulteriori rifiniture. Ad agosto 2015 c'è stata una demo al PAX Prime. Martin Stig Andersen ha composto ancora la colonna sonora dopo Limbo, creando del suono tramite conduzione ossea con un cranio umano. Inside è stato dapprima pubblicato a giugno per Xbox One, e più avanti per Windows, e ha ricevuto grandissimi elogi, più di Limbo.
Poco dopo l'uscita di Inside, il 19 luglio 2016, Patti ha lasciato l'azienda, vendendo le sue azioni a Jensen. Patti sentiva che ha lasciato Playdead "in uno stato in cui si può assolutamente gestire da sola", e ha affermato: "Dopo quasi 10 anni incredibili dove abbiamo costruito Playdead da un'idea a fare due colpi nell'industria videoludica, lascio per cercare nuove sfide." Il giornale danese Dagbladet Børsen ha riportato che si era sviluppato uno screzio tra Patti e Jensen nel 2015, che Patti ha descritto, a Kotaku, come "la linea temporale presupposta per i prossimi progetti e dove sono ora nella mia vita". Lo screzio ha portato al licenziamento, da parte di Jensen, di Patti dal ruolo di direttore creativo, ma non come dirigente dell'azienda. Patti ha frainteso il licenziamento, pensando fosse totale, e di conseguenza ha rimosso il nome di Jensen dal Det Centrale Virksomhedsregister (registro centrale dei business) per Playdead. Il confronto tra i due e i loro rispettivi avvocati ha reso necessario l'intervento delle autorità danesi per risolversi. Alla fine Patti è stato forzato ad accettare una buonuscita di 50 milioni di corone danesi per le sue azioni. Patti è rimasto deluso del modo in cui è terminata la sua partecipazione a Playdead, ma ha detto che "Arnt è stato davvero un buon amico e partner d'affari per molti anni". In seguito, nel luglio del 2017, Patti e l'animatore Chris Olsen hanno fondato Jumpship, uno studio con sede in Regno Unito.
Il terzo gioco di Playdead, annunciato a gennaio 2017, sarà, a detta di Jensen, un "gioco fantascientifico abbastanza solitario da qualche parte nell'universo". Il gioco probabilmente sarà in terza persona in un mondo 3D, dato che Jensen ha affermato che lo studio è "stanco delle limitazioni dei giochi 2D".

## Videogiochi sviluppati
| Anno | Titolo | Piattaforme | Piattaforme | Piattaforme | Piattaforme | Piattaforme | Piattaforme | Piattaforme | Piattaforme | Piattaforme | Piattaforme | Piattaforme |
| Anno | Titolo | Android     | iOS         | Linux       | macOS       | PS3         | PS4         | Vita        | Win         | NSwitch     | X360        | XOne        |
| ---- | ------ | ----------- | ----------- | ----------- | ----------- | ----------- | ----------- | ----------- | ----------- | ----------- | ----------- | ----------- |
| 2010 | Limbo  | Si          | Si          | Si          | Si          | Si          | Si          | Si          | Si          | Si          | Si          | Si          |
| 2016 | Inside | No          | Si          | No          | Si          | No          | Si          | No          | Si          | Si          | No          | Si          |